# Прекрасний новий світ (телесеріал)
«Прекрасний новий світ» (англ. Brave New World) — американський фантастичний телесеріал, прем'єра якого відбулася на стримінговому сервісі Peacock 15 липня 2020 року.
Серіал є алюзією на роман Олдоса Гакслі «Прекрасний новий світ» 1932 року.

## Сюжет
У місті-державі далекого майбутнього, де споживання зведено в культ, людство розбите на касти, і всі проблеми вирішуються за допомогою синтетичного наркотику — соми. Одного разу двоє жителів Нового Лондона виявляються за його межами в Диких землях і потрапляють в самий центр кровопролитного повстання. Разом з ними повертається один з дикунів.

## В ролях

### Основний склад
- Олден Еренрайк — Джон Дикун[3]
- Джессіка Браун Фіндлей — Леніна Краун[4]
- Гаррі Ллойд — Бернард Маркс[5]
- Кайлі Банбері — Френні
- Ніна Сосанья — Мустафа Монд
- Джозеф Морган — CJack60
- Сен Міцудзі — Генрі Фостер
- Ганна Джон-Кеймен — Вільгельміна Вотсон
- Демі Мур — Лінда, мати Джона